# Museum für Naturkunde (Berlin)
Museum für Naturkunde eller Humboldtmuseet i Berlin är ett naturvetenskapligt museum med över 30 miljoner föremål. Museet var fram till 2009 en del av Humboldt-Universität zu Berlin.   Sedan 2009 drivs museet i stiftelseform.

## Samlingar
Bland de mest kända utställda föremålen märks ett skelett av Brachiosaurus brancai, världens största sammanfogade skelett av en dinosaurie. Skelettet hittades under en expedition till kolonin Tyska Östafrika, som idag är Tanzania. Vid en sanering mellan 2005 och 2007 ändrades skelettets uppbyggnad efter de senaste vetenskapliga kunskaperna. Dessutom finns i den så kallade "Saurierhallen" ytterligare 30 skelett av andra utdöda ödlor. Naturkundemuseum har även ett exemplar av Archaeopteryx (Berliner-exemplaret) som är av särskilt bra kvalitet (även om man enbart visar en avgjutning av fossilet i själva utställningen). Kulturhistoriskt värdefullt är museets diorama som visar olika djur i deras naturliga omgivning. I museets samling finns cirka 130 000 uppstoppade fåglar som representerar 90 % av alla kända fågelarter.

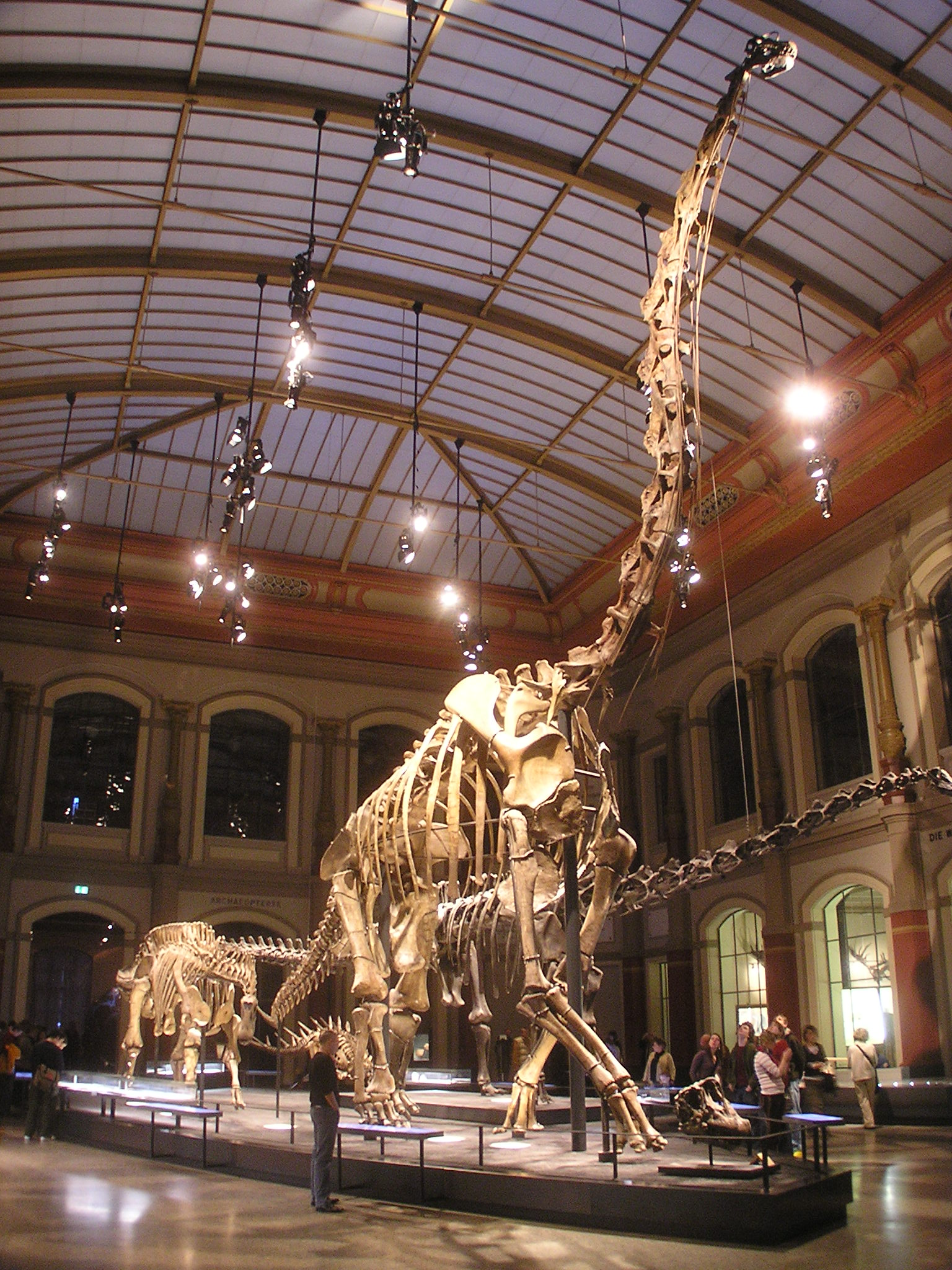
Brachiosaurus brancai
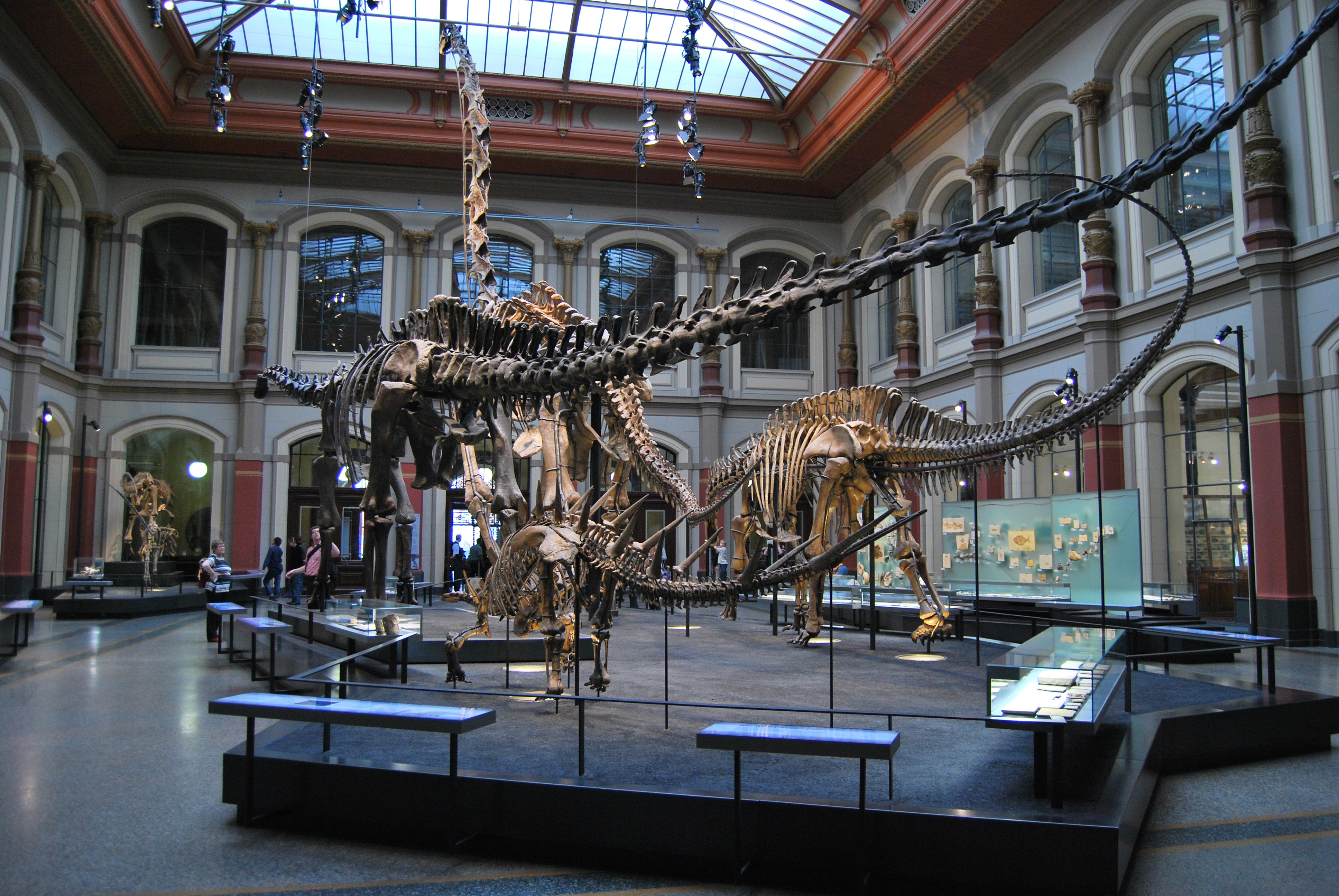
Salen med dinosaurierskelett